# Roana
Roana (cimbri Robaan ) és un municipi italià, dins de la província de Vicenza. Fou un dels municipis de la Federació de les Set Comunes, on hi vivien membres de la minoria alemanya dels cimbris. Comprèn les fraccions de Camporovere (Camporube), Canove (Roan), Cesuna (Ka-Sune), Mezzaselva (Mitteballe), Roana (Robaan) i Treschè Conca (Sklada). A la fracció de Mezzaselva encara s'hi parla el cimbri. Des del 2006 s'hi celebra la festa Hoga Zait (temps alt), dedicada a la cultura dels cimbris. L'any 2007 tenia 3.765 habitants. Limita amb els municipis d'Asiago, Rotzo, Caltrano, Cogollo del Cengio i Valdastico.

## Administració
| Període | Identitat   | Partit        |
| ------- | ----------- | ------------- |
| 2004-   | Mario Porto | Llista cívica |